# Муханово (Кстовський район)
Муханово (рос. Муханово) — присілок в Кстовському районі Нижньогородської області Російської Федерації.
Населення становить 11 осіб. Входить до складу муніципального утворення Безводнинська сільрада.

## Історія
Від 2009 року входить до складу муніципального утворення Безводнинська сільрада.

## Населення
| 2002 | 2010 |
| ---- | ---- |
| 0    | ↗11  |